# Liebfrauenplatz (Mainz)

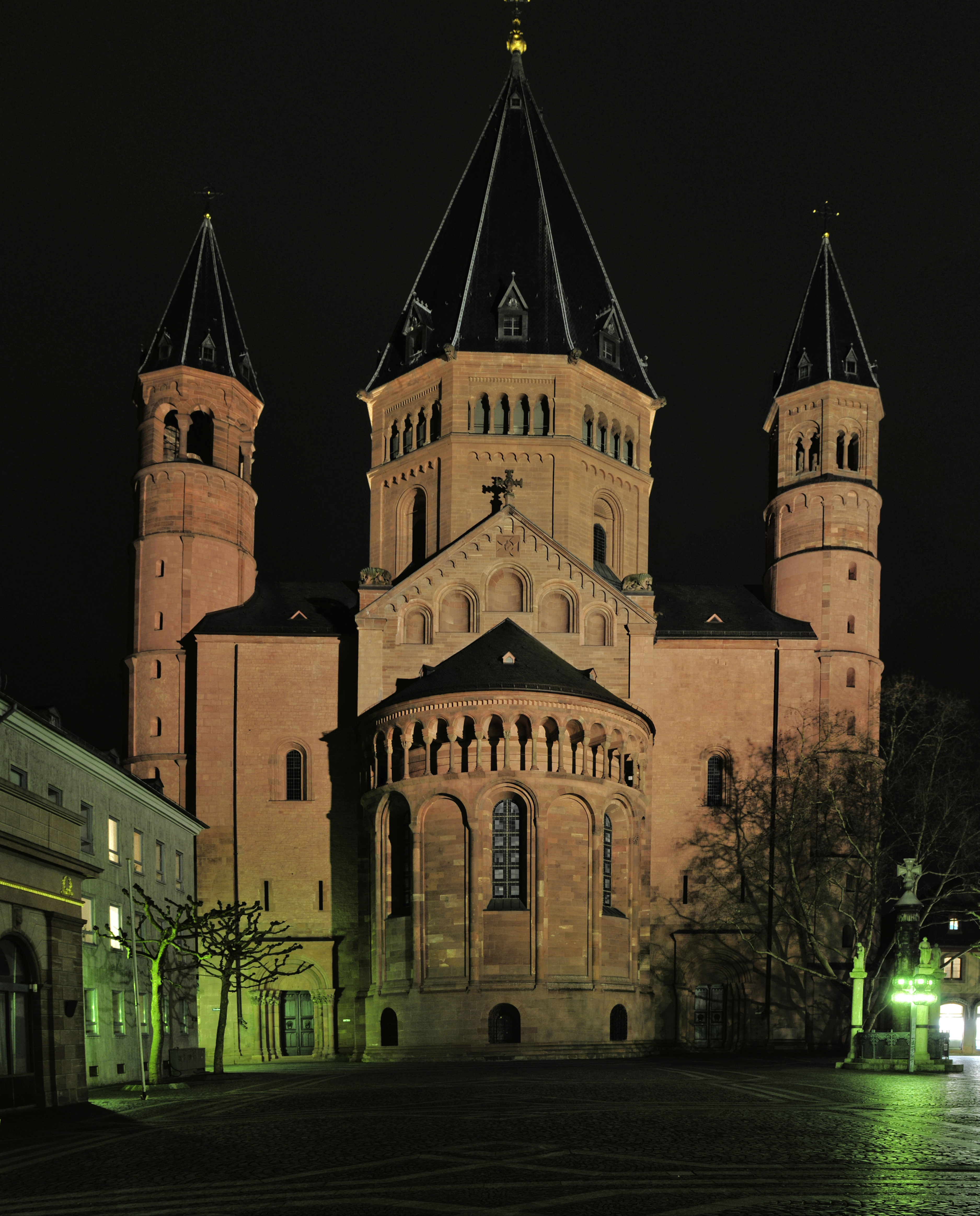
Die Ostseite des Platzes wird durch den Dom dominiert (Ansicht 2014)

Der Liebfrauenplatz in Mainz ist der östlichste der vier Plätze um den Mainzer Dom. Er entstand in seiner heutigen Form Anfang des 19. Jahrhunderts durch den Abriss der Liebfrauenkirche, deren Grundriss heute auf dem Platz stilisiert im Pflaster dargestellt ist. Der Platz bildet den Übergang zwischen Dom und ehemaligen Fischtor zum Rhein.

## Beschreibung
In seiner heutigen Form ist der Platz ein Rechteck mit ausgeschnittener Ecke im Nordosten. Seine Ost-West-Ausdehnung ist etwas weniger als doppelt so lang wie seine Ausdehnung von Nord nach Süd im westlichen Bereich. Am nördlichen Ende der Westseite des Platzes grenzt der Markt an. Im Norden mündet die Seilergasse in den Platz und im Nordosten die Rotekopfgasse. An der südlichen Ostseite führt die Fischtorstraße Richtung Rhein. An der Südseite münden zwei Straßen, im westlichen Bereich die Domstraße, im Osten die Liebfrauenstraße.

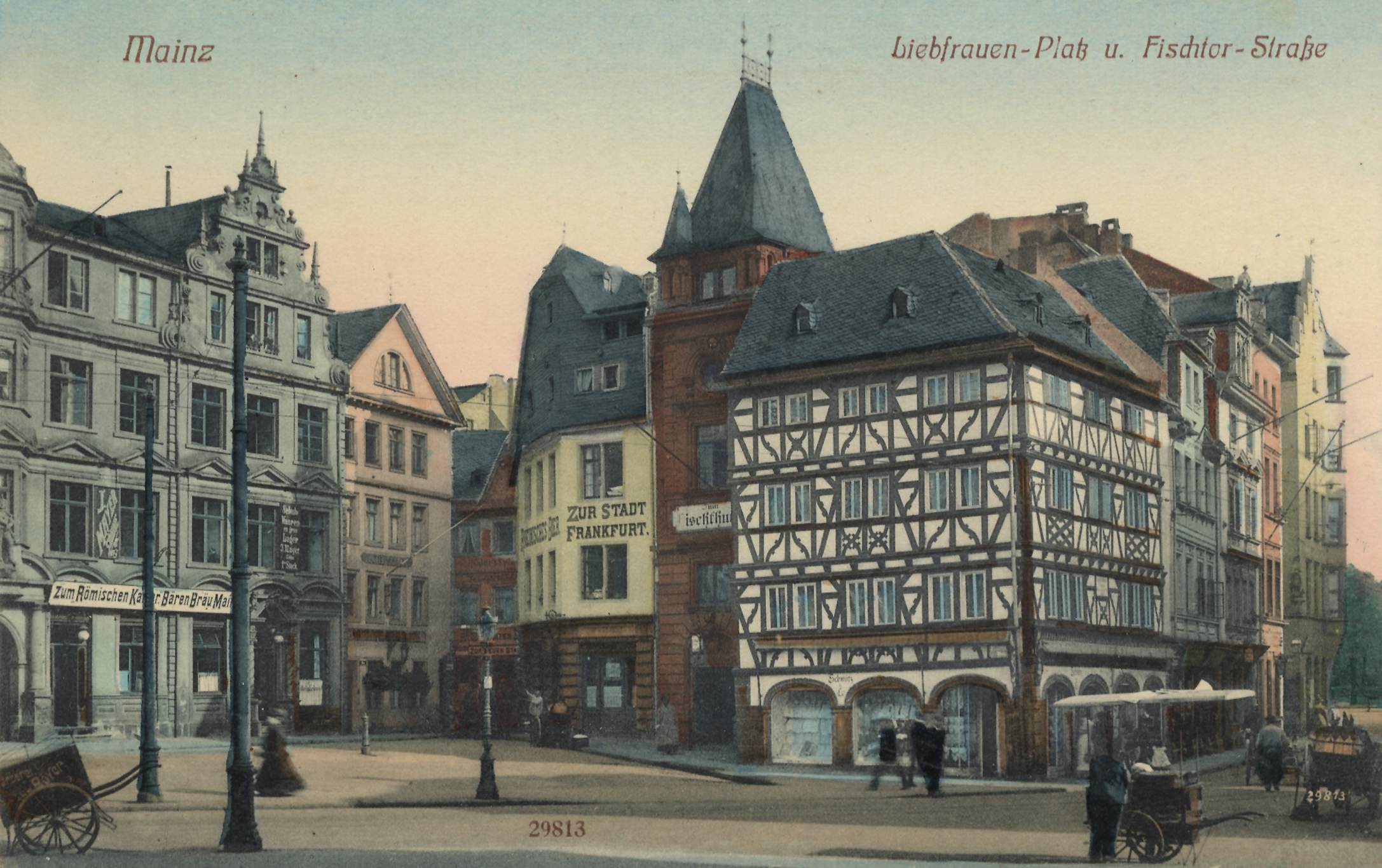
Ansichtskarte der Nordostseite (1909)

Der Platz wird durch den Dom an der Westseite des Platzes dominiert, an den sich nördlich die Markthäuser anschließen. An der Südseite befindet sich zwischen Domstraße und Liebfrauenstraße das Haus am Dom mit der integrierten Fassade der Preußischen Hauptwache. Die nördliche Seite östlich der Seilergasse bestehend aus Haus zum Römischen Kaiser und Zum roten Haus (auch Haus zum Goldenen Schwan) ragt weiter in den Platz hinein als die westliche Nordseite. Hinter dem Römischen Kaiser befindet sich der Schellbau des Gutenberg-Museums und davor vier Bronzeplatten des Mainzer Künstlers Karl-Heinz Krause. An der Westseite des Römischen Kaisers befindet sich ein Renaissance-Brunnen, der sich vormals im Hof des König von England befand. Im Westen vor dem Dom steht die Nagelsäule auf dem Liebfrauenplatz.
Nicht mehr existent sind die ehemalige Liebfrauenkirche, die den Platz im Südwesten einnahm und durch dessen Abriss der heutige Platz erst gebildet wurde. Ehemals platzbildprägend war das viergeschossige Fachwerkhaus Zum goldenen Rad an der Ecke zur Fischtorstraße. Westlich am Haus zum Römischen Kaiser an der Ecke zur Seilergasse befand sich das Haus zum Schwarzwald, ein dreigeschossiges Rokoko-Gebäude mit qualitätvollem Erdgeschosslauben aus der zweiten Hälfte des 18. Jahrhunderts, um ein viertes Geschoss im 19. Jahrhundert ergänzt.

## Geschichte
Der ursprüngliche und im Vergleich zu heute kleinere Liebfrauenplatz lag zwischen Liebfrauenkirche und Dom. Auf dem Platz östlich der Liebfrauenkirche war ursprünglich der Heumarkt, nachmals „Marché aux foins“.  Die Liebfrauenkirche, die zuvor platzbildprägend war, wurde 1069 durch Erzbischof Siegfried I. geweiht und musste nach Bränden zwischen 1285 und 1793 mehrmals neuerrichtet werden. Nach dem Abriss der Kirche entstand ab 1807 der heutige viel größere Platz östlich des Doms. Das Steinmaterial der alten Kirche wurde für den Bau der Kasteller Festung und zur Verbesserung der Finther Landstraße verwendet. 1829 erhielt der Platz eine klare Kontur, als am Südrand die Preußische Hauptwache entstand. Diese verlor 1902 ihre militärische Funktion; heute ist vom Originalbau nur noch die 2002 restaurierte Fassade erhalten.

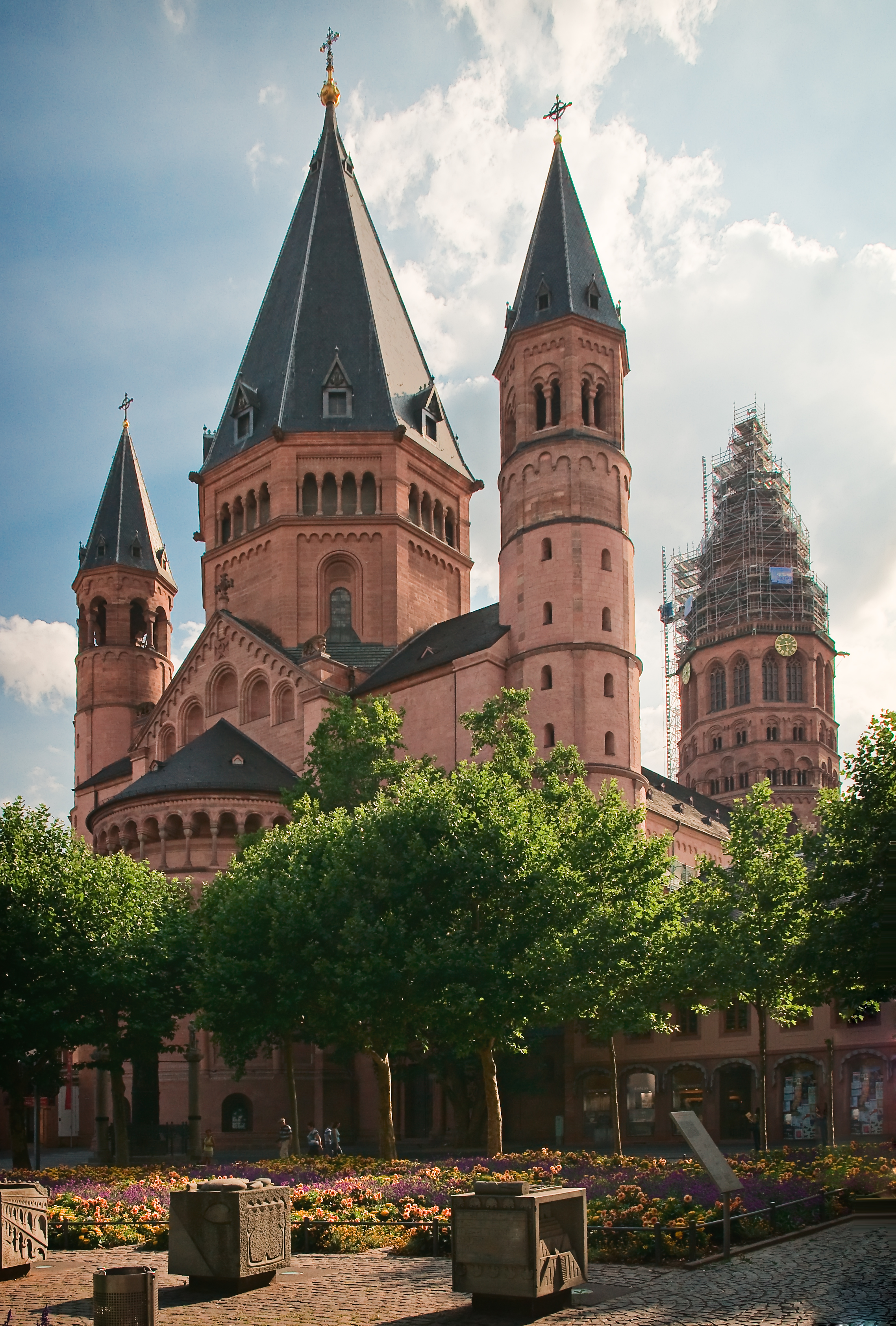
Bäume am Liebfrauenplatz (2011)

Unter Oberbürgermeister Karl Göttelmann wurde 1916 die Nagelsäule auf dem Liebfrauenplatz errichtet.
Nach den Bombenangriffen des Zweiten Weltkriegs fehlte ein Teil der Platzrandbebauung, die zu einer weiteren Vergrößerung des Platzes führte. Das Haus zum Römischen Kaiser, von dem nur noch Teile bestanden, wurde mit rekonstruierter Fassade wieder aufgebaut; die Stelle, an dem das ehemalige Haus zum Englischen König stand, blieb ungebaut und vergrößerte den Liebfrauenplatz. Damals empfahl der Architekturhistoriker Karl Gruber die Begrenzung des Platzes durch die Errichtung zweier niedrig gehaltener Zeilenbauten. Da ein solcher Plan durch die bereits vorhandene Hauptwache der Garnison nicht realisierbar war, entwickelte Gruber ein alternatives Konzept mit der Pflanzung von Bäumen. Bis 1963 gehörte der Platz zum Mainzer Straßenbahnnetz.
Zur Tausendjahrfeier des Baubeginns des Doms 1975 wurde der Liebfrauenplatz zur Fußgängerzone umgestaltet. Ein Teil des Platzes wird als öffentliche Grünfläche mit wechselnden Blumenbepflanzungen genutzt, während der Rest als öffentliche Verkehrsfläche für Fuß- und (abgesehen von Markttagen) Fahrradverkehr gewidmet ist.
Östlich des Platzes befindet sich seit den 1920er Jahren das 1901 am anderen Standort gegründete Gutenberg-Museum. Vom Haus des Römischen Kaisers aus wurde das Museum mit einem Neubau 1962 nach Plänen des Architekten Rainer Schell vergrößert. Seit 2016 war die Errichtung eines Erweiterungsbaus auf dem Liebfrauenplatz, des sogenannten Bibelturms, in Planung. Am 15. April 2018 wurde die Realisierung dieser Planung beim ersten Bürgerentscheid der Stadtgeschichte von 77 % der Abstimmenden abgelehnt.

## Regelmäßige Veranstaltungen

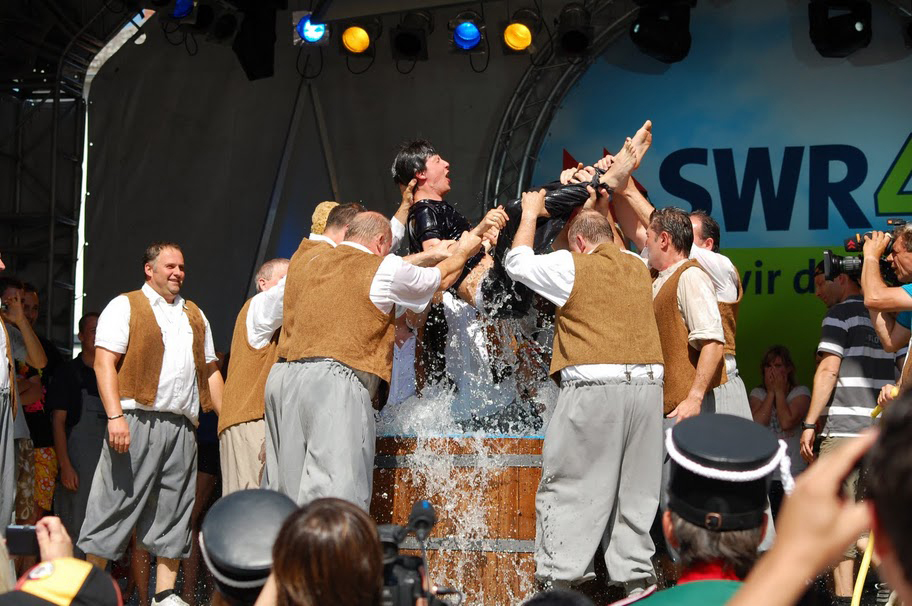
Gautschen bei der Johannisnacht, 2010

Auf einem Teil des Liebfrauenplatzes findet dienstags, freitags und samstags ein Teil des Mainzer Wochenmarkts statt. Da nach der Marktordnung nur das Feilbieten von Waren und nicht der Ausschank alkoholischer Getränke zulässig ist, findet auf einer benachbarten Fläche des Liebfrauenplatzes samstags zwischen Frühling und Herbst das sogenannte „Marktfrühstück“ als Sondernutzung öffentlicher Verkehrsfläche statt, gegenüber dem Haus Zum Römischen Kaiser. Dabei schenken die Mitglieder des Mainzer Winzerverbands im wöchentlich wechselnden Turnus aus ihrer Eigenproduktion aus. Der Weingenuss wird durch den Konsum von an den benachbarten Marktständen erworbenen Wurst-, Käse- und Backwaren sowie Obst und Gemüse ergänzt.
Auf dem Liebfrauenplatz ist in der Adventszeit das Bühnenprogramm des Mainzer Weihnachtsmarktes zu sehen. Auf dem Höhepunkt der Mainzer Fastnacht durchquert der Rosenmontagszug den Platz. Zu den weiteren regelmäßigen Veranstaltungen, die unter anderem auf dem Liebfrauenplatz stattfinden, zählen das Interkulturelle Fest im Rahmen der Interkulturellen Woche sowie die Mainzer Johannisnacht. Während der Johannisnacht wird das sogenannte Gautschen, die traditionelle Buchdruckertaufe, auf der Bühne am Liebfrauenplatz durchgeführt.

## Kulturdenkmäler

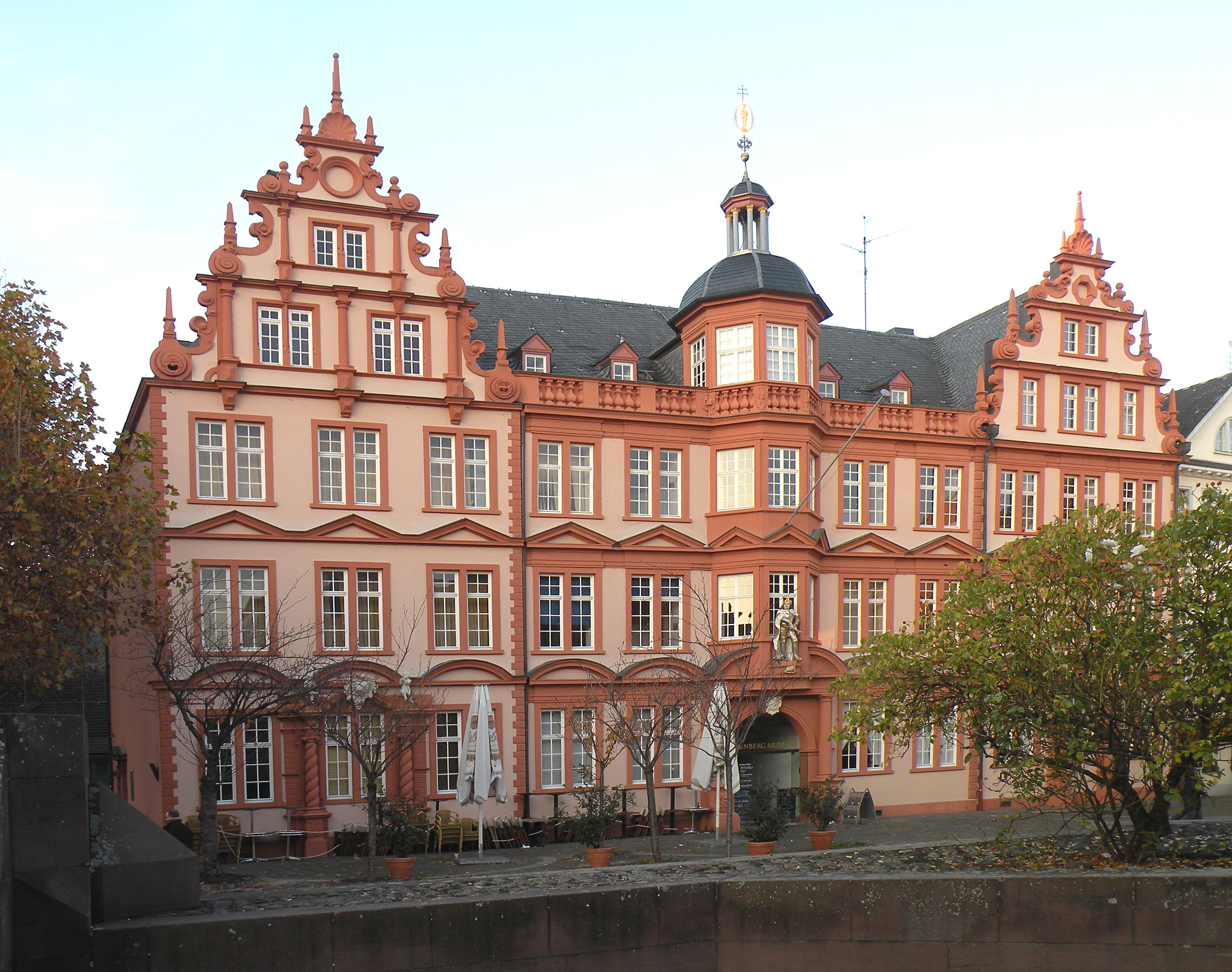
Das Haus Zum Römischen Kaiser, das einen Teil des Gutenberg-Museums beherbergt

Der Liebfrauenplatz ist Teil der Denkmalzonen Südöstliche Altstadt und Domstraße. Neben der Nagelsäule (fertiggestellt 1916) bilden folgende Einzeldenkmäler aus verschiedenen Epochen wie Romanik, Gotik, Spätrenaissance/Frühbarock, und Klassizismus die Randbebauung:
- Liebfrauenplatz 4: Mainzer Dom, Ersterrichtung nach 975
- Liebfrauenplatz 5: Haus zum Römischen Kaiser, fertiggestellt nach 1657
- Liebfrauenplatz 7: Herberge zum Rothen Haus, fertiggestellt im 18. Jahrhundert
- Liebfrauenplatz 8: Preußische Hauptwache (heute Haus am Dom), fertiggestellt 1829

## Bildergalerie

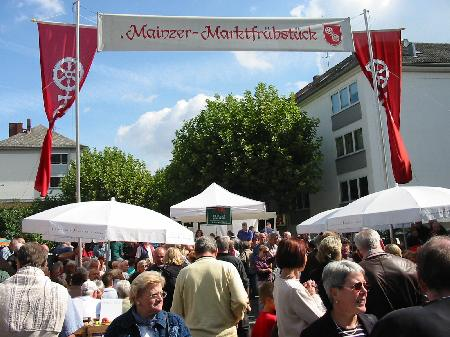
Marktfrühstück am Liebfrauenplatz
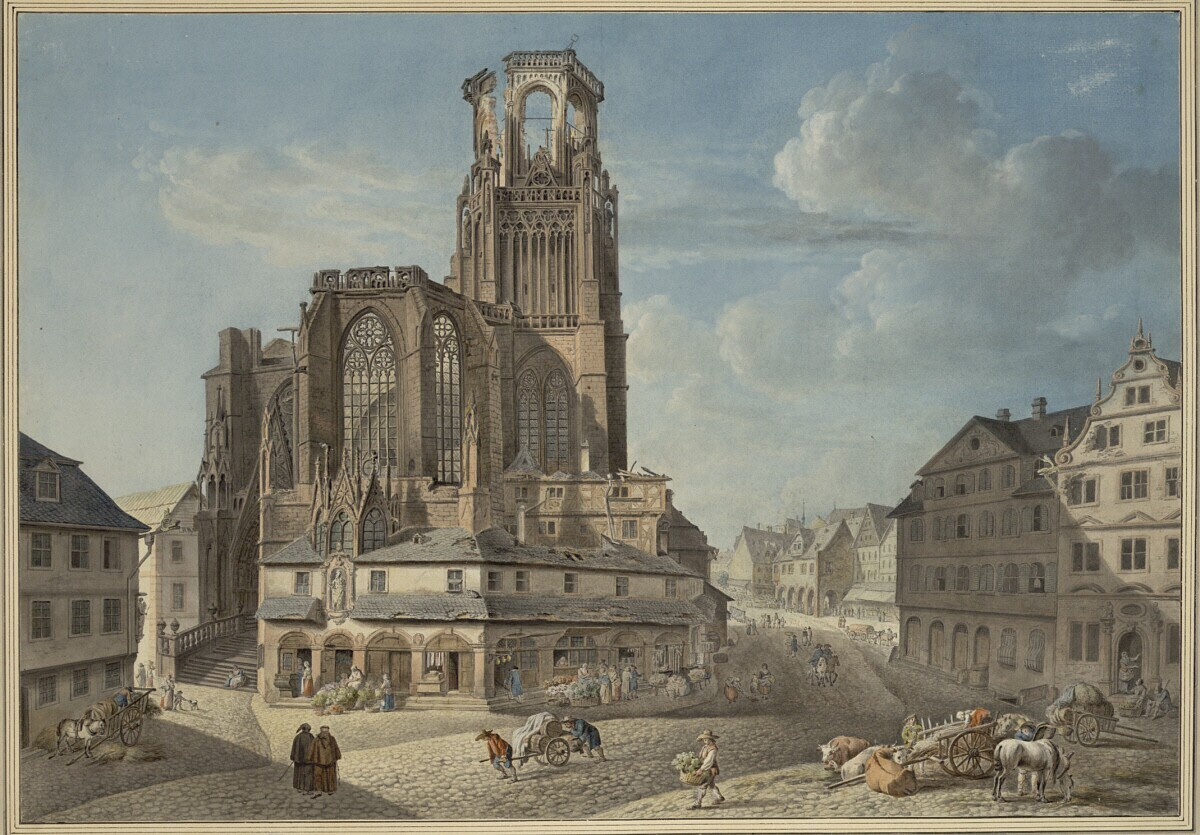
Ruine der Liebfrauenkirche. Rechts das Haus zum Schwarzwald und das Haus zum römischen Kaiser (1793)
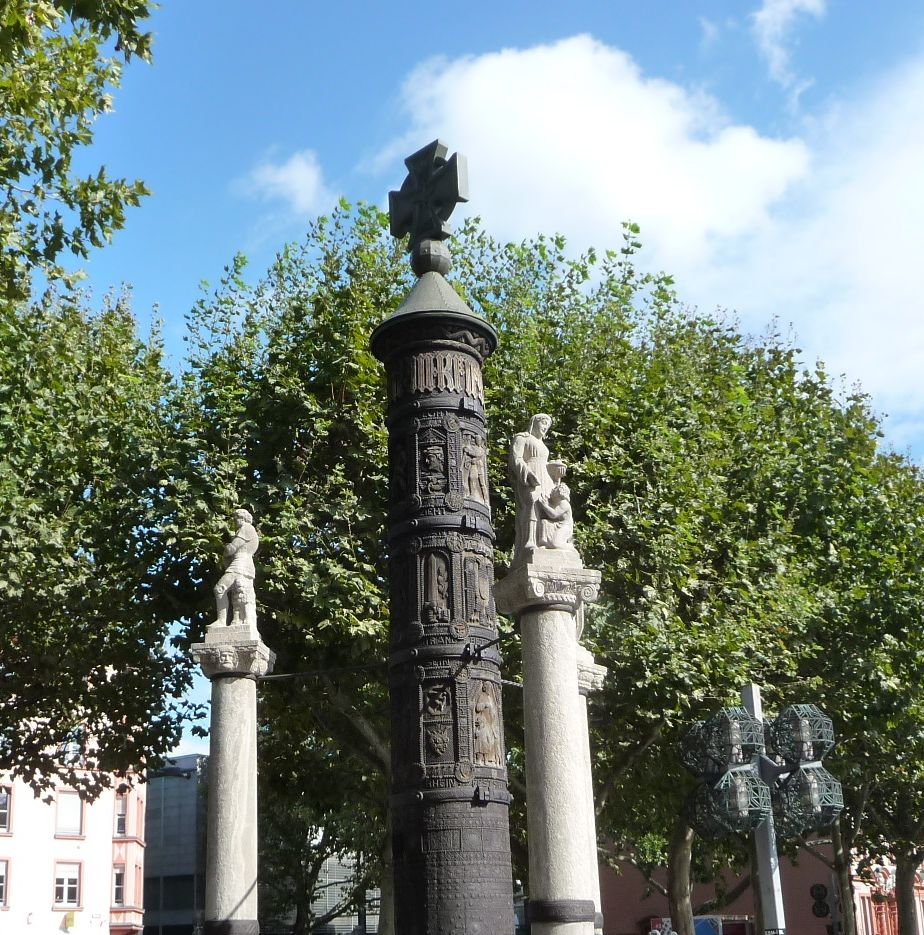
Nagelsäule
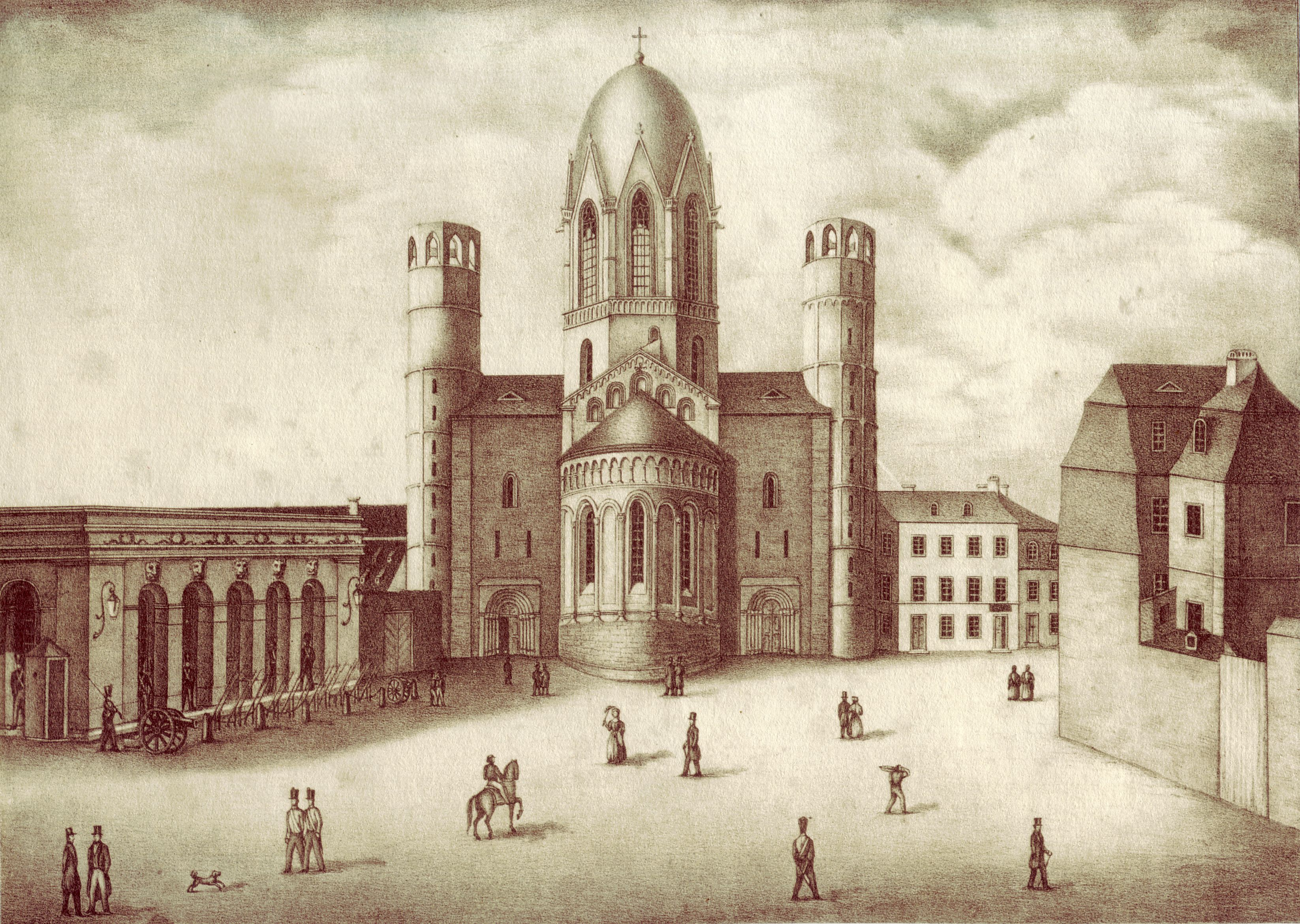
Liebfrauenplatz mit Dom, 1842. Links die Preußische Hauptwache.
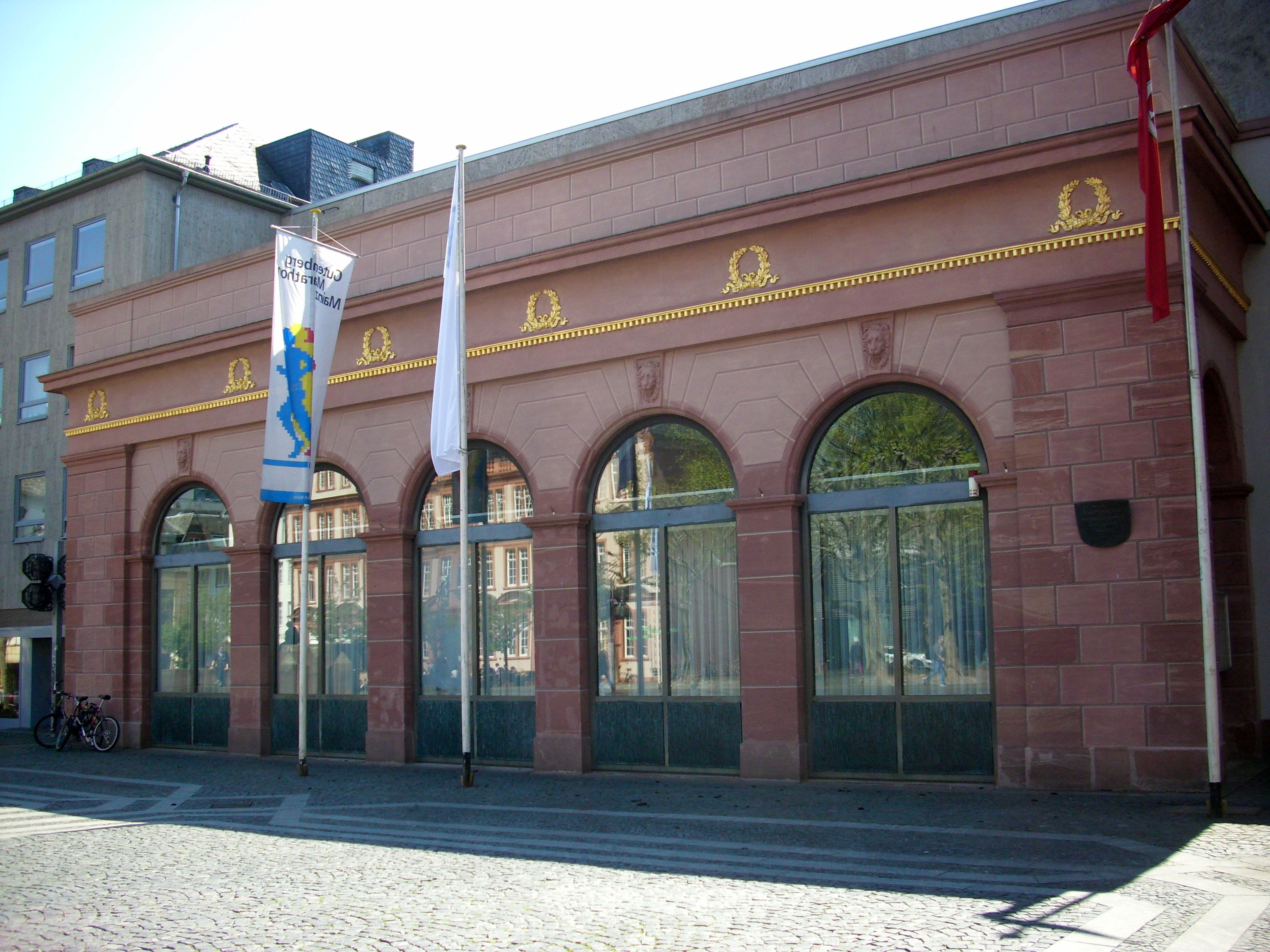
Fassade der Preußischen Hauptwache, 2016